# Валцемола (Савона)
Валцемола је насеље у Италији у округу Савона, региону Лигурија.
Према процени из 2011. у насељу је живело 547 становника. Насеље се налази на надморској висини од 570 м.